# Borhyaenidae
Borhyaenidae é uma família extinta de marsupiais da ordem Sparassodonta. Viveram durante o período Mioceno na América do Sul. Foram marsupiais carnívoros, com tamanho semelhantes a lontras e glutões.

## Gêneros
- Nemolestes Ameghino, 1902
- Argyrolestes Ameghino, 1902
- Angelocabrerus Simpson, 1970
- Pharsophorus Ameghino, 1897
- Borhyaena Ameghino, 1887
- Pseudoborhyaena Ameghino, 1902
- Acrocyon Ameghino, 1887
- Conodonictis Ameghino, 1891
- Eutemnodus Bravard, 1858
- Parahyaenodon Ameghino, 1904